# 维森湖畔施塔尔霍芬
维森湖畔施塔尔霍芬是德国莱茵兰-普法尔茨州的一个市镇。总面积2.42平方公里，总人口344人，其中男性178人，女性166人（2011年12月31日），人口密度142人/平方公里。